# Gens Acilia

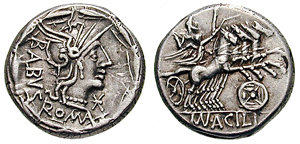
Denario raffigurante Manio Acilio Balbo Console della Repubblica romana nel 114 a.C., e lo stesso console in trionfo sulla quadriga

La gens Acilia fu una gens plebea romana, i cui membri compaiono sulla scena politica romana a partire dalla metà del III secolo a.C., per poi attraversare alto e basso Impero e occupare cariche di rilievo fino al V secolo, per un totale di sette secoli. Il primo membro illustre della gens fu Gaio Acilio Glabrione, che fu questore nel 203 a.C. e tribuno della plebe nel 197 a.C.
L'ipogeo degli Acili Glabrioni si trova a Roma all'interno delle Catacombe di Santa Priscilla, sulla Via Salaria. I Glabrioni erano nel II secolo proprietari degli Horti Aciliorum, nella zona del Pincio. Il Mausoleo degli Acili Glabrioni si trova ad Alife, fuori Porta Napoli. La gens Acilia ha dato il nome alla borgata romana di Acilia, situata a metà strada tra Roma ed Ostia, lungo la Via del Mare.

## Itria nominausati dalla gens
Gli Acilii utilizzarono frequentemente il praenomen «Manius»; diffusi anche «Gaius», «Lucius», «Caeso», e «Marcus». Rami della famiglia comprendevano gli Acili Balbi, i Glabrioni, i Rufi e i Severi.

## Membri illustri della gens
- Gaio Acilio Glabrione, questore nel 203 a.C. e tribuno della plebe nel 197 a.C.;
- Gaio Acilio, senatore e storico, buon conoscitore della lingua greca, nel 155 a.C. fece l'interprete ai filosofi greci in visita a Roma; nel 142 a.C. (secondo Livio) pubblicò una storia di Roma in greco;
- Lucio Acilio, giurista romano;
- Manio Acilio Glabrione, console nel 191 a.C., sconfisse alle Termopili Antioco III il Grande di Siria (Livio XXXVI 14-19);
- Manio Acilio Glabrione, fu console suffecto nel 154 a.C.;
- Manio Acilio Balbo, console nel 150 a.C.;
- Manio Acilio Balbo, console nel 114 a.C.;
- Marco Acilio Balbo, pretore nel 117 a.C.;
- Manio Acilio Glabrione, tribuno della plebe nel 122 a.C.;
- Manio Acilio Glabrione, politico e generale, console nel 67 a.C., assieme a Gaio Calpurnio Pisone, il suocero di Giulio Cesare;
- Manio Acilio Canino, comandante del porto di Orico durante la guerra Farsalica;
- Manio Acilio Glabrione, console suffecto nel 33 a.C.;
- Manio Acilio Aviola, console 54;
- Manio Acilio Glabrione, console nel 91, durante il principato di Domiziano, messo più tardi a morte sembra per aver aderito al Cristianesimo;
- Manio Acilio Rufo, console suffecto nel 102;
- Manio Acilio Aviola, console nel 122;
- Manio Acilio Glabrione, console nel 124;
- Manio Acilio Glabrione, console nel 186, durante il principato di Commodo;
- Acilio Glabrione, senatore sotto Pertinace nel 193;
- Manio Acilio Faustino, console nel 210;
- Manio Acilio Aviola, console nel 239;
- Marco Acilio Glabrione, console nel 256;
- Acilio Severo, console nel 323.

## Iscrizioni
Sul Compitum Acili, un piccolo altare dedicato ai Lares Compitales ritrovato sulla Velia durante i lavori per la costruzione della via dei Fori Imperiali, è stata ritrovata un'iscrizione che si riferisce ad un membro della famiglia, che lo fece erigere nel 5 a.C.:
[Imp(eratore) Cae]sare Augusti(!) pontif(ice) max{s}(imo) trib(unicia) potest(ate) XVIII

[imp(eratore) XIV L(ucio) Cor]nelio Sulla co(n)s(ulibu)s mag(istri) secun(di) vici compiti Acili

[3] Licinius M(arciae) Sextiliae l(ibertus) Diogenes / L(ucius) Aelius L(uci) l(ibertus) Hilarus / M(arcus) Tillius M(arci) l(ibertus) Silo